# Sarah Chang
Sarah Chang (Filadelfia, 10 dicembre 1980) è una violinista statunitense.

## Biografia
Sarah Chang è nata a Filadelfia, Pennsylvania da genitori coreani. Min-Soo Chang, suo padre, è un violinista, e Myoung Jun Chang, sua madre, è una compositrice. I genitori di Sarah si sono trasferiti negli Stati Uniti nel 1979 affinché il padre potesse perfezionare i propri studi alla Temple University e la madre insegnare composizione all'Università della Pennsylvania. Ha un fratello più piccolo chiamato Michael.
All'età di tre anni, Sarah si dilettava a suonare semplici melodie al pianoforte, ma in seguito chiese al padre di poter intraprendere lo studio del violino. All'età di quattro anni sostenne delle audizioni per entrare alla prestigiosa Juilliard School e due anni dopo, già era in grado di suonare il primo concerto per violino di Bruch. Fu seguita da Dorothy DeLay, insegnante di alcuni tra i più grandi violinisti al mondo tra cui Itzhak Perlman, Midori Gotō, Anne Akiko Meyers, Gil Shaham, Shlomo Mintz e molti altri incluso suo padre. È stata seguita anche da Hyo Kang, assistente di DeLay. 
Sarah Chang è stata considerata una bambina prodigio e all'età di 8 anni le è stata data l'opportunità di avere delle audizioni con Zubin Mehta e Riccardo Muti, che in quel periodo stavano lavorando rispettivamente con i New York Philharmonic e l'Orchestra di Filadelfia.
Ha registrato il suo primo Cd, Debut, all'età di 10 anni. È stato pubblicato dalla EMI Classics il 18 agosto 1992 ed ha scalato velocemente la classifica Billboard. Il suo insegnante in un'intervista ha affermato che nessuno ha mai visto qualcosa del genere. 

## Carriera
Ha collaborato con le orchestre più importanti ed illustri al mondo: New York Philharmonic, Philadelphia Orchestra, Chicago Symphony Orchestra, Boston Symphony Orchestra, Orchestra di Cleveland, Berliner Philharmoniker, Wiener Philharmoniker, e le principali orchestre di Londra.
Tra i direttori con cui ha collaborato figurano Mariss Jansons, Daniel Barenboim, Colin Davis, Charles Dutoit, Bernard Haitink, James Levine, Lorin Maazel, Zubin Mehta, Riccardo Muti, André Previn, Simon Rattle, Wolfgang Sawallisch, Leonard Slatkin, Michael Tilson-Thomas, David Lockington e David Zinman.
Ha lavorato anche in formazioni da camera con artisti come Pinchas Zukerman, Wolfgang Sawallisch, Vladimir Ashkenazy, Yefim Bronfman, Martha Argerich, Leif Ove Andsnes, Stephen Kovacevich, Yo-Yo Ma, Lynn Harrell, Lars Vogt, e Isaac Stern. 
Attualmente suona un Guarneri del Gesù del 1717 e usa diversi archi. 
In occasione delle Olimpiadi del 2004 le è stato dato l'onore di correre con la torcia olimpica a New York.

## Premi
Sarah Chang ha ricevuto numerosi riconoscimenti:
- Avery Fisher Career Grant (1992)
- Gramophone Magazine "Giovane artista dell'anno" (1993)
- ECHO (music award)|"Echo" award (Germania) ("Rivelazione dell'anno") 1993
- "Nan Pa" (Corea del Sud)
- "Rivelazione dell'anno" agli International Classical Music Awards (1994)
- Avery Fisher Prize (1999)
- Internazionale Accademia Musicale Chigiana Award a Siena, Italia (2004)

## Discografia

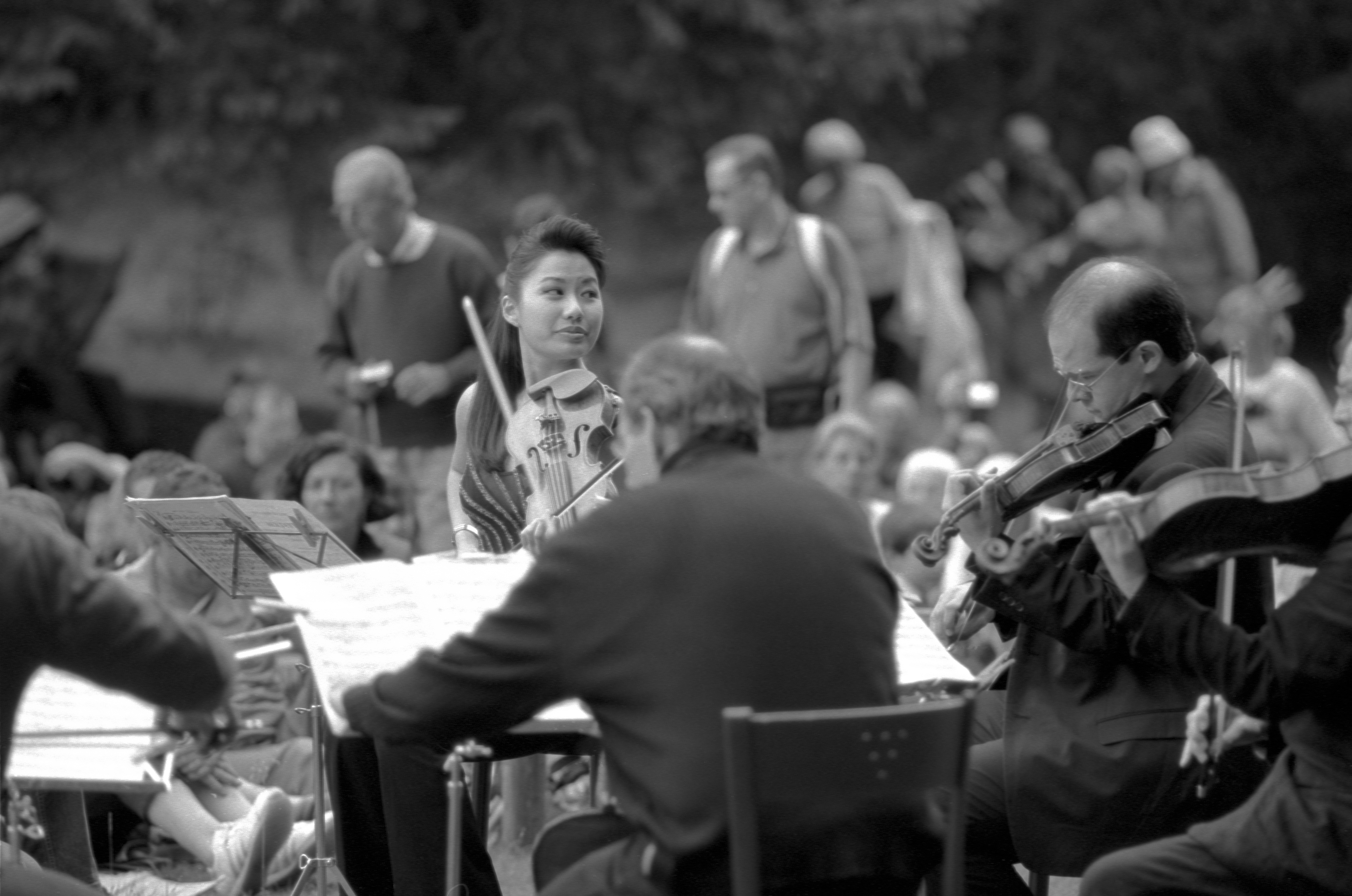
Sarah Chang nel 2005 durante un concerto all'aperto, nell'ambito del Festival I suoni delle Dolomiti

- 1992 Debut. Sarasate, Elgar, Paganini
- 1993 Johannes Brahms: Danze ungheresi 1, 2, 4 7/Peter Tchaikowsky: Concerto per violino e orchestra op. 35 (Colin Davis)
- 1996 Édouard Lalo: Sinfonia Spagnola/Henri Vieuxtemps: Concerto per violino e orchestra n.5: Concertgebouw Orchestra (Lalo)/Philharmonia Orchestra (Vieuxtemps),  Charles Dutoit
- 1997 Simply Sarah
- 1998 Felix Mendelssohn Bartholdy, Jean Sibelius: Violin concerts. Orchestra: Berliner Philharmoniker,  Maris Jansons
- 1999 Sweet Sorrow. Musiche di Vitali, Gluck, Brahms, Lalo, Vieuxtemps, Paganini, Sibelius, Liszt, Tschaikowsky, Saint-Saens.
- 1999 Richard Strauss: Concerto e sonata per violino. Symphonieorchester des Bayerischen Rundfunks, direttore d'orchestra e pianista: Wolfgang Sawallisch
- 2000 Karl Goldmark: Concerto per violino op. 29. Orchestra: Gürzenich-Orchester, direttore d'orchestra: James Conlon
- 2002 Fire and Ice.  Sarasate, Massenet, Ravel, Beethoven, J. S. Bach, Orchestra: Berliner Philharmoniker, direttore d'orchestra: Plácido Domingo
- 2002 Antonín Dvořák, Pëtr Il'ič Čajkovskij:  (con altri artisti) Souvenir de Florence
- 2003 Classical Legends. Sarah Chang e altri artisti
- 2004 French Sonate per violino. Piano: Lars Vogt
- 2004 Ralph Vaughan Williams: Sinfonies. Disc 4: The Lark Ascending. Conductor: Bernard Haitink
- 2005 Meisterwerke der Kammermusik. Compilation: Sarah Chang e altri artisti, 3 CD
- 2005 Andrew Lloyd Webber: Phantasia (con il violoncellista Julian Lloyd Webber)
- 2006 Dmitri Shostakovich: Concerto per violino n.1/Sergej Prokofieff: Concerto per violino n.1. Orchestra: Berliner Philharmoniker, Direttore d'orchestra: Simon Rattle
- 2007 Antonio Vivaldi: Le quattro stagioni, e Concerto per violino in sol op 12 n. 1, RV 317. Orchestra: Orpheus Chamber Orchestra